# Ярулин, Тигран Эдуардович
Тигран Эдуардович Ярулин (род. 9 мая 2003, Владивосток) — российский хоккеист, нападающий.

## Биография
Родился во Владивостоке, где в это время учился отец. Через два года семья вернулась в Челябинск, откуда родом родители и старшая сестра Ярулина. Воспитанник челябинского хоккея — «Трактор» (до 2012, 2015—2019), «Сигнал» / «Метеор-Сигнал» (2013—2015).
В сезоне-2019/20 дебютировал в команде МХЛ «Белые медведи». В следующем сезоне стал получать меньше игрового времени и перешёл в команду МХЛ системы «Сочи» — ступинский «Капитан». В сезоне-2022/23 помимо «Капитана» (14 матчей) также дебютировал в ВХЛ за «Ростов» (11 матчей) и в КХЛ за «Сочи» (28 матчей).
17 ноября 2023 года расторг соглашение с «Сочи» и 21 ноября подписал двусторонний контракт до конца сезона с омским «Авангардом», провёл 24 игры за команду ВХЛ «Омские крылья». Летом 2024 года перешёл в клуб «Юнисон-Москва», но уже 31 августа соглашение было расторгнуто.
В сезоне-2024/25 на профессиональном уровне не выступал. С 17 июня 2025 года — в венгерском клубе «Дунауйвароши Ацельбикак».